# Литовка (гора)
Литовка (до 1972 года — Фалаза) — гора в южном Приморье, входит в состав Ливадийского хребта горной системы Сихотэ-Алинь. Одна из самых посещаемых вершин Приморского края.

## География
Гора Литовка расположена в южном Сихотэ-Алине, является второй по высоте вершиной Ливадийского хребта. Через вершину горы проходит граница между Шкотовским и Партизанским районами Приморского края. Гора имеет две вершины на расстоянии около 500 м друг от друга, высота основной — 1279,4 метра над уровнем моря, вторая ненамного ниже. Ближайшая господствующая вершина — гора Ливадийская — наивысшая вершина Ливадийского хребта. Вершина и северные склоны покрыты лесом, а южные склоны — курумами вперемешку с разнообразными кустарниками.

### Геология
Весь Ливадийский хребет является горстом, ограниченным новейшими и современными разломами. Вершина горы представляет собой интрузию возрастом 98 млн лет, сложенную из крупно- и среднезернистых гранодиоритов.

## Этимология
Старое название Фалаза происходит от китайского Фоулацза — холм, гора. Современное название дано в 1972 году по речке Литовке, один из притоков которой — Кривая Литовка — берёт начало на склонах горы.

## Спорт и туризм
На склоне Фалазы расположена горнолыжная база «Грибановка» (одна трасса длинной 700 м и перепадом высоты 156 м) и несколько баз отдыха.
На горе и её склонах ежегодно проводится Чемпионат Приморского края по альпинизму в дисциплине скайраннинг. Также периодически проходят и другие соревнования по скайраннингу, мультигонкам, фристайлу и другим активным видам спорта.